# Дукат с Агнцем

Дукат с Агнцем. Монетный тип 1700 года

Дукат с Агнцем (нем. Lammdukat) — название золотых монет Нюрнберга с изображением Агнца Божия, которые чеканили с перерывами с 1632 по 1806 год. Ряд монет выпускали в виде клипп.
Впервые дукат с Агнцем отчеканили в 1632 году. На нём Агнец стоит с пальмовой ветвью на земном шаре. Выпуск должен был символизировать стремление Нюрнберга к миру. На монетах 1633 года над лежащим Агнцем изображены облако и рука с крестом. После подписания Вестфальского мира в 1649 году были выпущены дукаты, на которых Агнец стоит на открытой Библии. В 1700 году, в честь начала нового столетия, отчеканили большой тираж дукатов с Агнцем, а также их производные в 1⁄32, 1⁄16, 1⁄8, ¼, ½, 2 и 3 дуката. Монеты номиналом в 1⁄32 дуката за счёт своего малого размера получили название чечевичного дуката. Монеты стали весьма популярными в народе, в качестве подарка на крестины. В связи с этим в XVIII столетии в Нюрнберге неоднократно довыпускали новоделы монетных типов дукатов с Агнцем 1700 года. В 1703 году отчеканили монету номиналом в 4 дуката. Последний выпуск датирован 1806 годом. В отличие от предыдущих на аверсе дуката был изображён вид города Нюрнберга, а не его герб.